# غورغنجو (توت ندة)
غورغنجو (بالفارسية: گورگنجو) هي قرية تقع في إيران في قسم توت ندة الريفي. يقدر عدد سكانها بـ 364 نسمة بحسب إحصاء 2016.